# Annette Andre
Annette Andre, född Annette Christine Andreallo 24 juni 1939 i Sydney, New South Wales, är en australiensk skådespelerska.

## Filmografi i urval
- 1964 – The Avengers (TV-serie)
- 1964–1967 – Helgonet (TV-serie)
- 1965 – En kul grej hände på väg till Forum
- 1965 – Fasadklättraren
- 1965 – Hjältarna från Telemarken
- 1967 – The Prisoner (TV-serie)
- 1971 – Snobbar som jobbar (TV-serie)
- 1972 – Arvingarna (TV-serie)
- 1978 – Helgonet återvänder (TV-serie)